# Бентивольо, Аннибале II
Аннибале II Бентивольо (итал. Annibale II Bentivoglio; Болонья, 1467 — Феррара, 1540) — итальянский кондотьер. Сын Джованни II Бентивольо и Джиневры Сфорца, назван в честь своего деда Аннибале I Бентивольо, убитого в 1445 г.

## Биография
Рос в Болонье, где его отец был гонфалоньером и де-факто держал в руках управление городом. В январе 1474 г. болонский сенат запросил у Папы Сикста IV и получил для Аннибале право занять после смерти отца место «первого гражданина» Болоньи с соответствующими привилегиями, такими как право признавать законными наследниками бастардов. Аннибале был посвящён в рыцари королём Кристианом I Датским 26 марта 1474 г. в Болонье.
В 1483 г. принял в Болонье герцога Калабрии Альфонсо д’Арагона.

### Кондотьер
В 1486 г. заключил кондотту с Флоренцией для похода на генуэзцев, получив отряд из 200 кавалеристов. Однако, по причине юного возраста, не смог удержать его под своим контролем, и командование перешло к его заместителю Бартоломео из Сан-Джорджио. Аннибале отправился во Флоренцию, после чего вернулся в Болонью. В 1487 г., находясь на службе у Флоренции, под командованием кондотьера Никколо Орсини с отрядом в 100 кавалеристов и 1000 пехотинцев участвовал в походе на Сарцану, во время которого сумел с большими потерями взять штурмом замок-крепость Сарцанелло; в 1505 г., нанятый Флоренцией, воевал в Тоскане, под командованием Эрколе Бентивольо участвовал в осаде Пизы. В 1488—1492 и в 1495 г. также участвовал в походах на стороне миланских Сфорца. В 1496—1497 гг. по контракту с Венецией неоднократно предпринимал военные операции против французов в Неаполе и Пьемонте. В октябре 1502 г. снова воевал в Неаполе, на сей раз по договору с Францией против арагонцев, а затем в 1507—1512 гг. по кондоттам с французами воевал с Генуей, Венецией, Папой Римским и Испанией в основном на территории Романьи и Эмилии.

### Политик
В июле 1488 г. Аннибале вместе с отцом участвовал в конвенции в Парме, на которой был подтвержден союз между Болоньей, герцогом Миланским, Эрколе д'Эсте и Франческо Гонзага, в связи с чем герцог Миланский Джангалеаццо Сфорца поручил ему отряд в 300 кавалеристов.
Позже в том же году подавил в Болонье беспорядки, вызванные заговором семьи Мальвецци, противостоящей клану Бентивольо. Аннибале собрал своих сторонников в квартале Сан-Донато и прошёл демонстративным маршем по Болонье от ворот Равеньяна по улице Скоделле до ворот Сан-Пьетро и Сан-Донато.
1 ноября 1489 г. Джованни II Бентивольо вынудил горожан назначить Аннибале на должность гонфалоньера юстиции, хотя, согласно городским законам и обычаям, тот был слишком молод для вхождения в число членов магистрата Реформаторов. Это назначение стало очередной мерой усиления власти Бентивольо в Болонье после подавления заговора Мальвецци и наделения её признаками личной наследственной синьории.
По поручению своего отца искал пути к соглашению с сыном Папы Римского Александра VI Чезаре Борджиа, который готовил нападение на Болонью: по требованию Чезаре ему уступили Кастэль-Болоньезе. В 1503 г. Аннибале отправился в Рим испросить у нового Папы Пия III возвращения утраченных территорий.
В 1505 г. Папа Юлий II потребовал от Бентивольо покинуть Болонью. Аннибале бежал сначала в Парму, затем в Феррару и Мантую. Ему приходилось переезжать из города в город, поскольку Папа угрожал интердиктом за укрывательство Бентивольо. Папа даже объявил вознаграждение за поимку Аннибале и его брата Эрмеса.
После изгнания Джованни смирился с судьбой, но его сыновья не оставили попыток вернуться в Болонью. Один из них, Алессандро, отправился в Геную, где добился благосклонного отношения короля Людовика XII к восстановлению влияния Бентивольо в Болонье. Аннибале вместе с Эрмесом и Антонгалеаццо собрали при помощи Джиневры Сфорца 2000 человек на территории Пармы, Реджо и Мантуи и в мае 1507 г. взяли под контроль дорогу через Баццано, Креспеллано и Монте Вельо. Однако, затем в битве при Казалеккьо силы Бентивольо потерпели поражение от папских войск. В 1508 г. Бентивольо предприняли новую попытку вернуться в Болонью, опираясь на помощь своих приверженцев в городе, однако папский легат кардинал Франческо Алидози разрушил их планы, приказав убить основных членов «бентивольянской» партии: сенаторов Инноченцо Рингьери, Саллюстио Гуидотти и Альберто Кастелли, а также знатного горожанина Бартоломео Маньяни. В 1510 г. Бентивольо вновь получили поддержку Людовика XII, и к Болонье подошло французское войско. Репрессии папского легата против «бентивольянцев» вызвали у горожан сочувствие к прежним правителям, и в мае 1511 г. болонцы открыли городские ворота после тайного бегства легата, вследствие чего силы Бентивольо вынудили папские войска под командованием герцога Урбино Франческо Мария Делла Ровере оставить свой лагерь. Аннибале, войдя вместе с братьями в город, поспешил уничтожить самые броские символы папской власти: народ разрушил башню, строительство которой было инициировано Папой, а также его статую работы Микеланджело, распустил магистрат Сорока, учрежденный Юлием II, и восстановил древний совет Шестнадцати, в котором Аннибале занял своё прежнее положение. Бентивольо пытались восстановить своё влияние, проводя умеренную политику и используя в качестве рычага стремление Болоньи к независимости. Отдельные сторонники папской власти были призваны в состав Шестнадцати — возможно, в рамках подготовки почвы к будущему соглашению с Юлием II. Но противники Бентивольо спровоцировали новый кризис: Галеаццо Марескотти, один из немногих переживших резню, в июле 1511 г. договорился с Папой и привлёк кардинала Сиджизмондо Гонзага к восстановлению в городе папской власти. С помощью французов сговор был расстроен, и эпизод завершился новой бойней противников Бентивольо. Вследствие этих событий братья в значительной степени утратили поддержку как горожан, так и внешних союзников. Сначала им удалось отбить атаку на Болонью папских войск, приглашённых кардиналом Гонзага; когда Папа направил против них испанские войска под командованием Раймондо ди Кардона, они при помощи французов под командованием Гастона Ди Фуа смогли отразить и это нападение. Однако, после битвы при Равенне, в которой участвовал Аннибале Бентивольо, появление Массимилано Сфорца с 20 000 швейцарцев вынудило французов отказаться от обороны Болоньи. В этих условиях отражение нового нападения папских войск стало невозможным. 10 июня 1512 г. семья Бентивольо покинула Болонью и навсегда лишилась главенства в этом городе.
После смерти Юлия II в 1513 г. Аннибале снова попытался вернуть себе Болонью, снискав расположение нового Папы Льва X. Не добившись от него согласия на восстановление синьории, начал подготовку военной операции, но не добился успеха. В апреле 1522 г., после выборов Папы Адриана VI, Бентивольо вошёл в соглашение с папским губернатором Болоньи, епископом Бернардо Росси, с Аннибале Рангони, Франческо Мария Делла Ровере и с кардиналом Болоньи Акилле Грасси привел к Болонье феррарское ополчение в попытке вернуть себе власть. 20 апреля 1522 г., в день Пасхи, они бросились в атаку, которая была отбита с большими потерями для людей Бентивольо, после чего тот бежал, потеряв часть артиллерии.
В 1529 г. Аннибале сумел, войдя в соглашение с Папой, вернуть имущество своей семьи в окрестностях Болоньи. Вернувшись в Феррару, умер в 1540 г. Шестью годами ранее император Священной Римской империи Карл V пожаловал ему феоды в Ково и Антеньяте. Похоронен в церкви Санта-Мария-дельи-Анджели.

### Семьянин
С 1478 по 1481 г. часто посещал Феррару, был принят при дворе герцога Эрколе I д’Эсте, который устроил его женитьбу на своей внебрачной дочери Лукреции д’Эсте. Свадьбу пышно отпраздновали 28 января 1487 г. в Болонье., среди гостей были отец невесты Эрколе д’Эсте, а также маркиз Мантуи Франческо Гонзага и представители самых могущественных властителей Италии, от короля Неаполя до Папы Римского, от герцога Милана до Венецианской Республики, от герцога Калабрии до герцога Урбино, синьоров Римини, Пезаро, Камерино. Супруги вырастили двоих сыновей:
- Костанцо, который женился на Элене Рангони;
- Эрколе (1507—1573).